# Microthamnium camptorrhynchum
Microthamnium camptorrhynchum là một loài Rêu trong họ Hypnaceae. Loài này được A. Jaeger mô tả khoa học đầu tiên năm 1878.